# Холокауст у Пољској
Холокауст у Пољској био је део холокауста широм Европе који је организовао Трећи рајх, који се догодио Пољској под немачком окупацијом. Током геноцида, убијено је три милиона пољских Јевреја, половина свих Јевреја убијених током Холокауста.
Холокауст у Пољској обележила је изградња логора смрти од стране Трећег рајха, немачка употреба гасних комбија и масовна пуцњава од стране немачких трупа и њихових украјинских и литванских помоћника. Логори истребљења су играли централну улогу у истребљивању како пољских Јевреја, тако и Јевреја које је Немачка транспортовала у смрт из западне и јужне Европе.
Сваки огранак софистициране немачке бирократије био је укључен у процес убијања, од унутрашњих послова и министарстава финансија до немачких фирми и државних железница. Приближно 98 посто јеврејског становништва Пољске коју су окупирали нацисти током Холокауста је убијено. Око 350.000 пољских Јевреја преживело је рат; већина преживелих никада није живела у Пољској коју су окупирали нацисти, али је живела у совјетској окупационој зони Пољске током 1939. и 1940. и побегла или су их Совјети евакуисали даље на исток да би избегли немачко напредовање 1941. године.
Од преко 3.000.000 пољских Јевреја депортованих у нацистичке концентрационе логоре, само око 50.000 је преживело.

## Позадина
Након инвазије на Пољску 1939. године, у складу са тајним протоколом пакта Молотов-Рибентроп, Трећи рајх и Совјетски Савез поделили су Пољску на окупационе зоне. Велика подручја западне Пољске су припојена Немачкој. Отприлике 52% територије Пољске, углавном погранично подручје Креси — насељено између 13,2 и 13,7 милиона људи, укључујући 1.300.000 Јевреја — анектирано је Совјетском Савезу. Процењује се да је 157.000 до 375.000 пољских Јевреја или побегло у Совјетски Савез или су их совјетске власти депортовале на исток. За неколико месеци, пољски Јевреји у совјетској зони који су одбили да се закуну на верност депортовани су дубоко у совјетску унутрашњост заједно са етничким Пољацима. Број депортованих пољских Јевреја се процењује на 200.000–230.000 мушкараца, жена и деце.
Обе окупационе силе биле су непријатељски расположене према постојању суверене пољске државе. Међутим, совјетско поседовање је било кратког века јер су услови нацистичко-совјетског пакта, потписаног раније у Москви, прекршени када је немачка војска напала совјетску окупациону зону 22. јуна 1941.(види карту). Од 1941. до 1943. цела Пољска је била под контролом Немачке. Полуколонијална Општа влада, успостављена у централној и југоисточној Пољској, чинила је 39 процената окупиране пољске територије.

## Нацистичка политика гетоизације
Пре Другог светског рата, у Пољској је живело 3.500.000 Јевреја који су живели углавном у градовима: око 10% опште популације. База података ПОЛИН Музеја историје пољских Јевреја пружа информације о 1.926 јеврејских заједница широм земље. Након освајања Пољске и убиства интелигенције 1939, прве немачке антијеврејске мере укључивале су политику протеривања Јевреја са пољских територија које је припојио Трећи рајх. Најзападније провинције, Велика Пољска и Померелија, претворене су у нове немачке Рајхсгауе под називом Данциг-Западна Пруска и Вартеланд, са намером да их потпуно германизују колонизацијом насељеника (Лебенсраум). Директно припојен новом округу Warthegau, град Лођ је апсорбовао почетни прилив од око 40.000 пољских Јевреја протераних из околних подручја. Кроз гето у Лођу прошло је укупно 204.000 Јевреја. У почетку је требало да буду протерани у Генерално губернаторство. Међутим, крајња дестинација за масовно уклањање Јевреја остала је отворена све док Коначно решење није покренуто две године касније.
Прогон пољских Јевреја од стране немачких окупационих власти почео је одмах након инвазије, посебно у великим урбаним областима. У првих годину и по дана, нацисти су се ограничили на то да Јеврејима одузимају њихове драгоцености и имовину ради зараде, гурајући их у импровизована гета, и терали их на ропски рад . Током овог периода, Немци су наредили јеврејским заједницама да именују јеврејске савете (Јуденрате) да управљају гетима и да буду „у најстрожем смислу одговорни“ за извршавање наређења. Већина гета је основана у градовима и местима где је јеврејски живот већ био добро организован. У масовној акцији депортације која је укључивала коришћење теретних возова, сви пољски Јевреји су били одвојени од остатка друштва у оронулим насељима (Jüdischer Wohnbezirk) у близини постојећих железничких коридора. Помоћ у храни је у потпуности зависила од СС- а, а Јевреји су били запечаћени од опште јавности на неодржив начин.
Варшавски гето је садржао више Јевреја него цела Француска; у гету у Лођу више Јевреја него у целој Холандији. Више Јевреја је живело у граду Кракову него у целој Италији, а практично сваки град средње величине у Пољској имао је већу јеврејску популацију од целе Скандинавије. Цела југоисточна Европа – Мађарска, Румунија, Бугарска, Југославија и Грчка – имала је мање Јевреја од првобитна четири округа Генералне владе.
Тешко стање Јевреја у ратом разореној Пољској могло би се поделити на фазе дефинисане постојањем гета. Пре формирања гета, бекство од прогона није подразумевало вансудско кажњавање смрћу. Једном када су гета запечаћена споља, смрт од глади и болести постала је харачка, олакшана само кријумчарењем хране и лекова од стране пољских добровољаца нејевреја, у ономе што је Емануел Рингелблум описао као „једну од најбољих страница у историја између два народа“. У Варшави је до 80 одсто хране која се конзумира у гету унета илегално. Бодови за храну које су увели Немци обезбедили су само 9 одсто калорија неопходних за преживљавање. У две и по године између новембра 1940. и маја 1943. године, око 100.000 Јевреја је убијено у Варшавском гету присилном глађу и болестима; и око 40.000 у гету у Лоџу у четири и четвртине године између маја 1940. и августа 1944. До краја 1941. већина гетоизованих Јевреја није имала више уштеђевине да плати СС- у за даљу испоруку велике количине хране. „Произвођачи“ међу немачким властима – који су покушавали да гета учине самоодрживим претварајући их у предузећа – победили су „атриционисте“ тек после немачке инвазије на Совјетски Савез. Тако су најистакнутија гета привремено стабилизовани кроз производњу робе потребне на фронту, пошто је стопа смртности међу јеврејским становништвом тамо почела да опада.

## Холокауст мецима
Од првих дана рата, насиље над цивилима је пратило долазак немачких трупа. У масакру у Ченстохови у септембру 1939. године, 150 јеврејских Пољака било је међу око 1.140 пољских цивила које су убиле трупе немачког Вермахта. У новембру 1939, испред Остров Мазовјецка, око 500 јеврејских мушкараца, жена и деце је стрељано у масовним гробницама. У децембру 1939. године војници и жандарми Вермахта су стрељали око 100 Јевреја на Колу.
После немачког напада на СССР у јуну 1941, Химлер је окупио снаге од око 11.000 људи да спроведу програм физичког уништења Јевреја. Такође током операције Барбароса, СС је регрутовао колаборационистичку помоћну полицију из редова совјетских заробљеника и локалне полиције која је укључивала Русе, Украјинце, Летонце, Литванце и Фолксдојчере. Локални Шуцманшафт је Немачкој обезбедио радну снагу и критичко знање о локалним регионима и језицима. У ономе што је постало познато као „Холокауст мецима“, батаљони немачке полиције, Зихерхајтсполицај, Ваффен-СС и специјални задатак Еинсатзгруппен, заједно са украјинским и литванским помоћницима, деловали су иза линија фронта, систематски пуцајући на десетине хиљада мушкарци, жене и деца. Вермахт је мецима учествовао у многим аспектима Холокауста.
Масакри су почињени на преко 30 локација широм некадашњих совјетских окупираних делова Пољске, укључујући Брзешћ, Тарнопољ и Бјалисток, као и у предратним главним градовима провинција Луцк, Лвов, Станиславов и Вилњус (види Понарил). Преживели у операцијама масовног убијања били су затворени у новим гетима економске експлоатације, и полако умирали од глади вештачком глађу по хиру немачких власти. Због санитарних разлога, лешеви људи који су умрли од глади и малтретирања били су сахрањени у масовним гробницама у десетинама хиљада. Комбији на гас су постали доступни у новембру 1941; јуна 1942. Самуел Зигелбаум из пољског Националног савета известио је да су ови убили 35.000 Јевреја само у Лођу. Такође је известио да су агенти Гестапоа рутински извлачили Јевреје из њихових домова и стрељали их на улици усред бела дана. До децембра 1941. око милион Јевреја су убили нацистичке ајнзацгрупе у Совјетском Савезу. Политика „рата уништења“ на истоку против „јеврејске расе“ постала је општепозната међу Немцима на свим нивоима. Укупан број жртава стрељања на истоку који су били Јевреји је око 1,3 до 1,5 милиона. Читаве регије иза немачко-совјетске границе пријављене су Берлину од стране нацистичких одреда смрти као „Јуденфреи“.

## Коначно решење и ликвидација гета
Дана 20. јануара 1942. године, током Ванзејске конференције у близини Берлина, државни секретар генералне владе, Јозеф Билер, позвао је Рајнхарда Хајдриха да што пре започне предложено „коначно решење јеврејског питања“. Индустријско убијање издувним гасовима тестирано је током неколико недеља у логору за истребљење Хелмно у тадашњем Вартхеланду, под маском пресељења. Свим осуђеним затвореницима Гета речено је да иду у радне логоре и замољени су да спакују ручни пртљаг. Многи Јевреји су веровали у превару трансфера, пошто су депортације такође биле део процеса гетоизације. У међувремену, идеја о масовном убиству помоћу стационарних гасних комора развијена је до септембра 1941. или раније. То је био предуслов за новонасталу операцију Рајнхардт коју је водио Одило Глобочник који је наредио изградњу логора смрти у Белжецу, Собибору и Треблинки. У Мајданеку и Аушвицу, рад стационарних гасних комора почео је у марту, односно мају, чему су претходили експерименти са циклоном Б. Између 1942. и 1944. године, најекстремнија мера Холокауста, истребљење милиона Јевреја из Пољске и широм Европе спроведено је у шест логора за истребљење. Није било пољских стражара ни у једном од Рајнхартових логора, упркос понекад коришћеном погрешном називу пољских логора смрти. Све центре за убијање пројектовали су и њима управљали нацисти у строгој тајности, уз помоћ украјинских Травникија. Цивилима је било забрањено да им приђу и често су пуцали ако би били ухваћени у близини железничких шина.
Систематска ликвидација гета почела је широм Генералне владе у рано пролеће 1942. године. У том тренутку једина шанса за опстанак био је бекство на „аријевску страну”. Немачки скупови за такозване возове за пресељење били су директно повезани са коришћењем строго тајних објеката за истребљење које су за СС изградиле отприлике у исто време разне немачке инжењерске компаније укључујући HAHB, I.A. Topf and Sons of Erfurt, и C.H. Kori GmbH.
За разлику од других нацистичких концентрационих логора, где су затвореници из целе Европе експлоатисани за ратне напоре, немачки логори смрти — део тајне операције Рајнхарт — били су дизајнирани искључиво за брзо и индустријско убиство пољских и страних Јевреја, који живе у изолацији. Немачки надзорници логора су извештавали Хајнриха Химлера у Берлину, који је задржао контролу над програмом истребљења, али је тај посао у Пољској делегирао на СС и шефа полиције Одила Глобочника из резервата Лублин. Одабир локација, изградња објеката и обука особља заснивали су се на сличном (Акција Т4) програму „расне хигијене“ масовног убијања кроз присилну еутаназију, развијеном у Њемачкој.

### Депортација
Возови холокауста повећали су обим и трајање процеса истребљења; а затвореност теретних вагона смањила је број трупа потребан за њихово чување. Жељезничке пошиљке су омогућиле Немцима да граде и воде веће и ефикасније логоре смрти и, у исто време, отворено лажу свет — и њиховим жртвама — о програму „пресељења“. Неодређени број депортованих је умро у транзиту током операције Рајнхарт од гушења и жеђи. Нису били снабдевени ни храном ни водом. Güterwagen сандук вагони су били опремљени само са мокрим заходом. Мали прозор са решеткама пружао је мало вентилације, што је често резултирало вишеструким смртним случајевима. О једном таквом возу, из Бјале Подласке, сведочио је преживели у побуни у Треблинци. Када су се запечаћена врата отворила, откривено је да се 90 одсто од око 6.000 јеврејских затвореника угушило на смрт. Њихова тела бачена су у тињајућу масовну гробницу у "Лазарету". Милиони људи су превезени сличним возовима у логоре за истребљење под управом немачког министарства саобраћаја, а пратила их је подружница ИБМ-а, све до званичног датума затварања комплекса Аушвиц-Биркенау у децембру 1944.
Фабрике смрти биле су само једно средство за масовно истребљење. Источније су била постављена осамљена места за убијање. У Брона Гори (Бронна Гора, сада Белорусија) 50.000 Јевреја је убијено у јамама за погубљења; испоручени возовима холокауста из гета у Брзешћу, Берези, Јанову Полеском, Кобрињу, Хородецу (пл), Антопаљу и других локација дуж западне границе Рајхскомесаријата Остланд. Експлозиви су коришћени да би се смањило време потребно за копање. У шуми Сосенки на периферији Ровноа у предратном војводству Волин, стрељано је преко 23.000 одраслих и деце Јевреја. У шуми Горка Полонка (види мапу) 25.000 Јевреја који су били приморани да се скину и леже преко тела других је стрељано у таласима; већина њих је тамо депортована преко Луцког гета. Место погубљења логораша Лвовског гета уређено је у близини логора Јановска, са 35.000–40.000 јеврејских жртава убијено и сахрањено у јарузи Пјаски.
Док је редовна полиција вршила ликвидације јеврејских гета у окупираној Пољској, укрцавајући затворенике у вагоне и стрељајући оне који нису могли да се крећу или покушавали да побегну, колаборационистичка помоћна полиција је коришћена као средство за терор над Јеврејима вршећи масовне масакре. Били су распоређени на свим главним местима убијања операције Рајнхарт (терор је био примарни циљ њихове СС обуке). Украјински мушкарци Травники формирани у јединице су имали активну улогу у истребљивању Јевреја у Белжецу, Собибору, Треблинки II; током устанка у Варшавском гету (у три наврата, видети Струпов извештај), Ченстохови, Лублину, Лавову, Радому, Кракову, Бјалистоку (два пута), Мајданеку, Аушвицу, самом концентрационом логору Травники и у преосталим подлогорима КЛ Лублин /Комплекса логора Мајданек који укључује Пониатову, Будзин, Красник, Пулави, Липова, као и током масакра у Ломази, Мјендзижецу, Лукову, Рађину, Парчеву, Коњсковоли, Комаровку и свим другим локацијама које су водили чланови СД Криминалполицај, као и резервни полицијски батаљони из Орднунгсполицај (сваки, одговоран за уништење хиљада Јевреја). На североистоку, „Бригада ловокрадица“ Оскара Дирлевангера обучавала је белоруске домобране у експедицијама за убиства уз помоћ белоруске помоћне полиције. До краја Другог светског рата у Европи у мају 1945. нестало је преко 90% пољског јеврејства.

### Логор за истребљење Хелмно
Логор за истребљење Хелмно изграђен је као први логор смрти након Хитлеровог покретања операције Барбароса. Био је то пилот пројекат за развој других места истребљења. Метод убијања у Хелмну израстао је из програма 'еутаназије' у којем су аутобуси пуни несуђених болничких пацијената били угушени гасом у херметички затвореним туш-кабинама у Бернбургу, Хадамару и Соненштајну. Место убијања Хелмно, 50 km (31 mi) од Лођа, састојао се од испражњеног властелинског имања сличног Соненштајну, коришћеног за свлачење (са рампом за утовар позади), као и велике шумске чистине на 4 km (2,5 mi) северозападно од Хелмна, коришћена за масовно сахрањивање, као и кремацију лешева на отвореном, уведену нешто касније.
Сви Јевреји из округа Јуденфрај у Вартеланду депортовани су у Хелмно под маском 'пресељења'. Најмање 145.000 затвореника из гета у Лођу убијено је у Хелмну у неколико таласа депортација које су трајале од 1942. до 1944. Међу њима је било и око 11.000 Јевреја из Немачке, Аустрије, Чешке и Луксембурга убијених у априлу 1941. и близу 5.000 Рома из Аустрије, убијених у јануару 1942. Скоро све жртве су убијене употребом мобилних комбија на гас (Sonderwagen), који су имали реконфигурисане издувне цеви. У последњој фази постојања логора, ексхумирана тела су кремирана на отвореном неколико недеља током Сондеракције 1005. године. Пепео, помешан са згњеченим костима, транспортован је сваке ноћи до оближње реке у врећама направљеним од ћебади, како би се уклонили докази о масовном убиству.

### Аушвиц-Биркенау
Концентрациони логор Аушвиц био је највећи од немачких нацистичких центара за истребљење. Налазиo се у Гау Горњој Шлезији (тада део нацистичке Немачке) и 64 km (40 mi) западно од Кракова. Огромна већина затвореника који су тамо депортовани убијена је неколико сати након доласка. Логор је био локација првих сталних гасних комора у марту 1942. године. Истребљење Јевреја са циклоном Б као агентом за убиство почело је у јулу. У Биркенауу су следеће године изграђене четири инсталације за убијање (свака која се састоји од гардеробе, више гасних комора и first2=Isabel|крематоријума у индустријском обиму). Крајем 1943. Биркенау је био ангажован у убиствима индустријских размера, са четири такозвана „бункера“ (укупно преко десетак гасних комора) која су радила даноноћно. До 6.000 људи је тамо убијано гасом и кремирано сваког дана, након немилосрдног 'процеса селекције' у Јуденрампеу. Само око 10 одсто депортованих из транспорта које је организовала Главна безбедносна канцеларија Рајха (РСХА) је регистровано и распоређено у касарне Биркенау. Око 1,1 милион људи је убијено у Аушвицу. Једно милион су били Јевреји из целе Европе, укључујући 200.000 деце. Међу рег0истрованим 400.000 жртава (мање од једне трећине укупног броја долазака у Аушвиц) било је 140.000–150.000 Пољака нејевреја, 23.000 Цигана, 15.000 совјетских ратних заробљеника и 25 других. Аушвиц је примио укупно око 300.000 Јевреја из окупиране Пољске, отпремљених у теретне возове из ликвидираних гета и транзитних логора, почевши од Битома (15. фебруара 1942), Олкуша (три дана јуна), Отвоцка (у августу), Ломжа и Ћеханова (новембар), затим Кракова (13. март 1943), гасне коморе и крематоријум Аушвиц-Биркенау дигнути су у ваздух 25. новембра 1944. у покушају да се униште докази о масовном убиству, по наређењу шефа СС Хајнриха Химлера.

### Треблинка
Пројектована и изграђена искључиво за истребљење интернираних, Треблинка је била један од само три таква објекта која постоје; друга два су били Белжец и Собибор. Сви они су били смештени у шумовитим пределима удаљеним од насељених центара и повезани са пољским железничким системом одвојком. Имали су преносиво СС особље. Пасоши и новац прикупљани су на „чување“ у благајни коју је поставио „Пут у рај“, ограђени пут који води у гасне коморе прерушене у заједничке тушеве. Непосредно иза су биле гробне јаме, ископане багером гусеничаром. Налази се 80 km (50 mi) североисточно од Варшаве, Треблинка је постала оперативна 24. јула 1942, након тромесечне изградње принудног рада од стране протераних из Немачке. Отпремање Јевреја из главног града Пољске – план познат као Großaktion Warschau – почео је одмах. Током два месеца лета 1942, око 254.000 логораша Варшавског гета је истребљено у Треблинки (по неким другим подацима, најмање 300.000). По доласку, транспортовани су морали да се скину, а затим мушкарци — следе жене и деца — су присиљени у коморе са двоструким зидовима и убијени у серијама од 200, уз употребу издувних гасова произведених од мотора резервоара. Гасне коморе, обновљене од цигле и проширене током августа-септембра 1942, биле су способне да убију 12.000 до 15.000 жртава сваког дана, са максималним капацитетом од 22.000 погубљења у двадесет и пет сати. Мртви су у почетку сахрањивани у великим масовним гробницама, али се смрад тела у распадању осећао на удаљености до десет километара. Као резултат тога, нацисти су почели да спаљују тела на отвореним решеткама направљеним од бетонских стубова и железничких шина. Број људи убијених у Треблинки за отприлике годину дана креће се од 800.000 до 1.200.000, без тачних података. Логор је затворио Глобочник 19. октобра 1943, убрзо након устанка затвореника у Треблинци са скоро завршеном убилачком операцијом Рајнхарт.

### Белзец
Логор за истребљење Белжец, основан у близини железничке станице Белжец у округу Лублин, званично је почео са радом 17. марта 1942. године, са три привремене гасне коморе. Касније су замењени са шест од цигле и малтера, што је омогућило објекту да истовремено збрине преко 1.000 жртава. Ту је убијено најмање 434.500 Јевреја. Међутим, недостатак проверених преживелих чини овај логор мало познатим. Тела мртвих, сахрањена у масовним гробницама, набујала су на врућини услед труљења због чега се земља цепала, што је решено увођењем крематоријумских јама у октобру 1942.
Курт Герштајн из Ваффен-СС, који је снабдевао циклон Б из Дегеша током Холокауста, је после рата написао у свом Герштајновом извештају за савезнике да је 17. августа 1942. у Белзец био сведок доласка 45 вагона са 6.700 затвореника, од којих је 1.450 већ било мртво унутра. Тај воз је дошао са јеврејским народом из Лвовског гета, мање од стотину километара удаљеног. Последња пошиљка Јевреја (укључујући и оне који су већ умрли у транзиту) стигла је у Белжец у децембру 1942. Спаљивање ексхумираних лешева настављено је до марта. Преосталих 500 затвореника Сондеркомандо који су демонтирали логор, и који су сведочили о процесу истребљења, убијени су у оближњем логору за истребљење Собибор у наредним месецима.

### Собибор
Логор за истребљење Собибор, прерушен у железнички транзитни логор недалеко од Лублина, започео је масовне операције гасења у мају 1942. Као и у другим центрима за истребљење, Јевреје, скинуте са возова холокауста који су стизали из ликвидираних гета и транзитних логора (Избица, Консковола) дочекао је припадник СС-а обучен у медицински капут. Обершарфирер Херман Мишел дао је команду за "дезинфекцију" затвореника.
Новопридошли су били приморани да се поделе у групе, предају своје драгоцености и скину се у ограђеном дворишту ради купања. Жене су шишали бербери Сондеркоммандо. Када су се свлачили, Јевреји су вођени уском стазом до гасних комора које су биле прерушене у тушеве. Жртве су убијене гасом угљен-моноксида из издувних цеви бензинског мотора извађеног из тенка Црвене армије. Њихова тела су извађена и спаљивана у отвореним јамама преко гвоздених решетки делимично подгрејаних људским телесним мастима. Њихови остаци су бачени на седам "пепела". Укупан број пољских Јевреја убијених у Собибору процењује се на најмање 170.000. Хајнрих Химлер је наредио да се логор демонтира након побуне затвореника 14. октобра 1943; једна од само две успешне побуне јеврејских затвореника Сондеркомандо у било ком логору за истребљење, са 300 бегунаца (већину њих су поново ухватили СС и убили).

### Лублин-Мајданек
Присилни радни логор Мајданек који се налазио на периферији Лублина (попут Собибора) и привремено затворен током епидемије тифуса, поново је отворен у марту 1942. за операцију Рајнхарт; у почетку, као складиште за драгоцености украдене од гасних жртава у Белжецу, Собибору и Треблинки, постао је место истребљења велике јеврејске популације из југоисточне Пољске (Краков, Лавов, Замошће, Варшава) након изградње гасних комора крајем 1942. године.
Гасирање пољских Јевреја вршено је на очиглед других затвореника, без икакве ограде око објеката за убијање. Према сведочењу сведока, „да би угушили јауке умирућих, тракторски мотори су покретани близу гасних комора“ пре него што су мртве одвезли у крематоријум. Мајданек је био место убиства 59.000 пољских Јевреја (од 79.000 жртава). До краја операције Ернтефест (Празник жетве) спроведене у Мајданеку почетком новембра 1943. (највећи немачки масакр Јевреја током целог рата), логор је имао само 71 Јеврејина.

## Оружани отпор и устанке у гету
Постоји популарна заблуда да је већина Јевреја отишла у смрт пасивно. 10% Пољске војске која се сама борила против нацистичко-совјетске инвазије на Пољску су били јеврејски Пољаци, око 100.000 војника. Од тога су Немци 50.000 узели као ратне заробљенике и нису их третирали у складу са Женевском конвенцијом; већина је послата у концентрационе логоре, а затим у логоре истребљења. Како је Пољска наставила да се бори против побуњеничког рата против окупаторских сила, други Јевреји су се придружили пољском Отпору, понекад формирајући искључиво јеврејске јединице. Јеврејски отпор нацистима обухватао је њихову оружану борбу, као и духовно и културно противљење које је донело достојанство упркос нехуманим условима живота у гетима. Постојали су многи облици отпора, иако су старешине биле престрављене могућношћу масовне одмазде против жена и деце у случају антинацистичке побуне. Како су немачке власти преузеле обавезу да ликвидирају гета, оружани отпор је пружен на преко 100 локација са обе стране пољско-совјетске границе 1939. године, већином у источној Пољској. Побуне су избиле у 5 већих градова, 45 покрајинских места, 5 већих концентрационих логора и логора за истребљење, као и у најмање 18 логора за принудни рад. Значајно је да су једине побуне у нацистичким логорима биле јеврејске.
Побуњеници из гета Њасвиж у источној Пољској су узвратили 22. јула 1942. године. Побуна у гету Лахва избила је 3. септембра. Дана 14. октобра 1942. Мизочки гето је следио његов пример. Окршај у Варшавском гету 18. јануара 1943. довео је до највећег јеврејског устанка у Другом светском рату који је покренут 19. априла 1943. године. Дана 25. јуна подигли су се Јевреји из Ченстоховског гета. У Треблинки су затвореници Зондеркоманде наоружани украденим оружјем напали стражаре 2. августа 1943. године. Дан касније избила је побуна у гету у Беђину и Соснојевцу. Дана 16. августа избио је устанак у Бјалисточком гету. Побуна у логору за уништење Собибор догодила се 14. октобра 1943. године. У Аушвиц-Биркенауу, побуњеници су дигли у ваздух један од крематоријума Биркенауа 7. октобра 1944. Сличан отпор је пружен у Луку, Минску Мазовјецком, Пињску, Поњатови и Вилну.

## Пољаци и Јевреји
Пољски држављани су највећа група по националности са титулом Праведника међу народима, коју одаје Јад Вашем. У светлу оштрих казни које је Немац изрекао спасиоцима, Јад Вашем број пољских праведника назива „импресивним“. Према Гунару С. Паулсону, вероватно је да ових признатих Пољака, њих преко 6.000, "представљају само врх леденог брега" пољских спасилаца. Неки Јевреји су добили организовану помоћ од Жеготе (Савет за помоћ Јеврејима), подземне организације пољског отпора у Пољској под немачком окупацијом. У свом раду о Јеврејима у Варшави, Паулсон показује да су под много оштријим условима окупације, грађани Варшаве успели да подрже и сакрију упоредив проценат Јевреја као и грађани западних земаља попут Холандије или Данске.
Према историчарки Дорис Берген, постоје три традиционална тумачења односа између хришћанских Пољака и Јевреја током Другог светског рата. Прву, Берген назива теоријом „Пољаци као архи-антисемитски“ која сматра да Пољаци учествују у холокаусту. Берген одбацује овај приступ рекавши да, иако понекад може бити „емоционално задовољавајући“, занемарује бруталност немачке окупације усмерену на саме Пољаке. У другу крајност Берген ставља школу мишљења „сви Пољаци су били жртве холокауста“, што наглашава чињеницу да је током рата убијено отприлике исто толико нејевреја колико и јеврејских Пољака. Овај приступ тврди да су Пољаци „учинили све што су могли (...) под датим околностима“ да помогну Јеврејима и тежи да хришћанске Пољаке виде као жртве колико и Јевреје. Берген примећује да, иако је ова стипендија произвела вредан рад у вези са страдањем Пољака нејевреја током рата, она то понекад постиже минимизирањем патње Јевреја или чак понављањем неких антисемитских лукавстава. Треће тумачење је теорија „неједнаких жртава“, која посматра и пољске нејевреје и Јевреје као жртве нацистичке Немачке, али у различитој мери; док је једнак број сваке групе убијен, 3 милиона Пољака нејевреја чинило је 10% одговарајуће популације, али за пољске Јевреје, 3 милиона убијених чинило је 80% предратне популације. Берген каже да, иако ово гледиште има извесну валидност, пречесто се упушта у „такмичење у патњи“ и да таква „игра бројева“ нема моралног смисла када се говори о људској агонији. Као одговор на ова три приступа, Берген упозорава на широка уопштавања, она наглашава низ искустава и напомиње да су судбине обе групе биле неумитно повезане на компликоване начине.

### Антисемитизам
Пољски антисемитизам имао је два формативно мотива: тврдње о скрнављењу католичке вере; и Зидокомуна (јеврејски комунизам). Током 1930-их, католички часописи у Пољској су пратили западноевропски социјал-дарвинистички антисемитизам и нацистичку штампу. Међутим, црквена доктрина је искључила насиље, које је тек средином 1930-их постало уобичајено. За разлику од немачког антисемитизма, пољски политичко-идеолошки антисемити су одбацили идеју геноцида или погрома над Јеврејима, залажући се за масовну емиграцију.
Окупација Јосифа Стаљина терором у источној Пољској 1939. донела је оно што Јан Грос назива „институционализацијом озлојеђености“, при чему су Совјети користили привилегије и казне да би прилагодили и подстакли етничке и верске разлике између Јевреја и Пољака. Дошло је до пораста антисемитског стереотипа о Јеврејима као комунистичким издајницима; избила је у масовна убиства када је Трећи рајх напала совјетску источну Пољску у лето 1941. Група од најмање 40 Пољака, уз непотврђени ниво немачке подршке, убила је стотине Јевреја у расно тешком погрому Једвабне. Отприлике у исто време дошло је до налета других масакра Јевреја широм истог региона Ломже и Бјалистока, који је био окупиран од стране Совјетског Савеза, са различитим степеном подстицања или умешаности немачког одреда смрти: у Бјелску Подласком (село Пилки), Хоршчу, Чижеву, Гоњондзу, Грајеву, Јасионовка, Клешчелу, Книшину, Колну, Кузници, Наревки, Пиатници, Радзилову, Рајгроду, Соколи, Василкову, Стависки, Сухволи, Шчучину, Вонсошу и Тикоћину.

### Спасавање и помоћ
Огромна већина пољских Јевреја била је „видљива мањина“ према савременим стандардима, препознатљива по језику, понашању и изгледу. У пољском националном попису из 1931. године, само 12 процената Јевреја је навело пољски као свој матерњи језик, док је 79 процената навело јидиш, а преосталих 9 процената хебрејски као свој матерњи језик, иако је попис можда потценио оне чији је примарни језик био пољски. Способност да се говори пољски била је кључни фактор у опстанку, као и финансијска средства за плаћање помагача.
Дана 10. новембра 1941, Ханс Франк је проширио смртну казну на Пољаке који су помагали Јеврејима „на било који начин: тако што су их примили на једну ноћ, одвезли их било којим возилом“, или „хранили одбегле Јевреје или их продавали намирнице“. Закон је објављен плакатима дистрибуираним у свим већим градовима. Сличне прописе Немци су издали и на другим територијама које су контролисали на Источном фронту. Преко 700 пољских праведника међу народима добило је то признање постхумно, пошто су их Немци убили због помагања или пружања склоништа својим јеврејским суседима. Пред крај периода ликвидације гета, неки Јевреји су успели да побегну на „аријевску“ страну и да преживе уз помоћ својих пољских помагача. Током нацистичке окупације, већина етничких Пољака и сама је била укључена у очајничку борбу за преживљавање. Између 1939. и 1945. нацисти су убили од 1,8 милиона до 2,8 милиона Пољака који нису Јевреји, а 150.000 због совјетских репресија. Око петине предратног становништва Пољске је страдало. Њихова смрт је била резултат намерних ратних дејстава масовних убистава, затварања у концентрационе логоре, принудног рада, неухрањености, болести, киднаповања и протеривања. У исто време, вероватно милион Пољака нејевреја помагало је својим јеврејским суседима. Историчар Ричард Ц. Лукас даје процену чак три милиона пољских помагача; процена слична онима које наводе други аутори.
Хиљаде такозване самостанске деце коју су сакрили нејеврејски Пољаци и Католичка црква остало је у сиротиштима које су водиле сестре Маријине породице на више од 20 локација, слично као и у другим католичким самостанима. С обзиром на озбиљност немачких мера осмишљених да спрече ову појаву, стопа преживљавања међу јеврејским бегунцима била је релативно висока и далеко су појединци који су заобишли депортацију били најуспешнији.
Септембра 1942. године, на иницијативу Зофије Косак-Шчуцке и уз финансијску помоћ Пољске подземне државе, основан је Привремени комитет за помоћ Јеврејима (Tymczasowy Komitet Pomocy Żydom) ради спасавања Јевреја. Заменио га је Савет за помоћ Јеврејима (Rada Pomocy Żydom), познат под кодним именом Зегота и којим је председавао Јулијан Гробелни. Није познато колико је Јевреја, укупно, помогао Жегота; у једном тренутку 1943. године само у Варшави, Ирена Сендлерова, старала се о 2.500 јеврејске деце. Жегота је од 1942. године добила скоро 29 милиона злота (преко 5 милиона долара) за исплате помоћи хиљадама проширених јеврејских породица у Пољској. Пољска влада у егзилу, са седиштем у Лондону, такође је пружила посебну помоћ – средства, оружје и друге залихе – јеврејским организацијама отпора као што су Јеврејска борбена организација и Јеврејска војна унија .
Процењује се да је 30.000 до 60.000 пољских Јевреја преживело у скривању. Неки спасиоци су се суочили са непријатељством или насиљем због својих поступака након рата.
Пољска влада у егзилу била је прва која је открила постојање концентрационих логора под контролом Немаца и систематског истребљења Јевреја. О геноциду је савезнике известио поручник Јан Карски; и капетана Витолда Пилецког, који је намерно пустио да буде затворен у Аушвицу да би прикупио обавештајне податке, а потом је написао извештај од преко 100 страница за пољску војску и западне савезнике.

### Сарадња и опортунизам
Феномен пољске сарадње Џон Конели и Лешек Гондек описали су као маргиналан, када се посматра у позадини европске и светске историје. Процене о броју појединачних пољских сарадника варирају од свега 7.000 до чак неколико стотина хиљада. Према Џону Конелију, „само је релативно мали проценат пољског становништва ангажован у активностима које се могу описати као сарадња, када се посматра у позадини европске и светске историје“. Иста популација се, међутим, може оптужити за равнодушност према јеврејској невољи, феномен који Конели назива „структуралном сарадњом“. Шимон Датнер тврди да, иако је мање Пољака убијало Јевреје из материјалне похлепе или расне мржње него оних који су им пружали склониште и помагали, прва група је била ефикаснија у томе.
Неки пољски сељаци су учествовали у немачком организованом Јудењагду („лову на Јевреје”) на селу, где је, према Јану Грабовском, отприлике 80% Јевреја који су покушали да се сакрију од Немаца завршило убијено. Пољаци и Украјинци су такође чинили ратне погроме, као што су погром Једвабне 1941. и погром у Лавову. Према речима Грабовског, само у Пољској број жртава „Јудењагда“ могао би да достигне 200.000; Шимон Датнер је дао нижу процену – 100.000 Јевреја који су „пали плен Немаца и њихових локалних помагача, или су убијени у разним неразјашњеним околностима“.
Неки мештани су имали материјалну корист од прогона Јевреја. У Пољској је деловало неколико хиљада Шмалковника – уцењивача. Пољска подземна држава се оштро противила оваквој врсти сарадње и претила је смрћу Шмалковницима; казне су обично давали и извршавали подземни судови. Јеврејска имовина, коју су преузели Пољаци, била је фактор иза премлаћивања и убистава Јевреја од стране Пољака између лета 1944. и 1946. године, укључујући и погром у Киелцеу.
Поред сељака и индивидуалних колаборациониста, немачке власти су мобилисале и предратну пољску полицију као оно што је постало познато као „плава полиција “. Између осталих дужности, пољски полицајци су имали задатак да патролирају јеврејским избеглицама из гета и да подржавају војне операције против пољског отпора. На свом врхунцу у мају 1944. Плава полиција је бројала око 17.000 људи. Немци су такође формирали Баудиенст („грађевинску службу“) у неколико округа Генералне владе. Војници Баудиенста су понекад били распоређени као подршка акцијама (сакупљање Јевреја за депортацију или истребљење), на пример да би блокирали јеврејске четврти или претраживали јеврејске домове у потрази за скровиштима и драгоценостима. До 1944. снага Баудиенста је нарасла на око 45.000 војника.
Националне оружане снаге (Narodowe Siły Zbrojne) – Пољска десничарска, националистичка и антикомунистичка организација, која се широко доживљава као антисемитска  – такође је сарађивала са Немцима у неколико наврата, убијајући или дајући јеврејске партизане немачким властима, и убијањем јеврејских избеглица.

## Улога националних мањина у Холокаусту
Република Пољска је била мултикултурална земља пре избијања Другог светског рата, са скоро трећином њеног становништва пореклом из мањинских група: 13,9 одсто Украјинаца; 10 одсто Јевреја; 3,1 одсто Белоруса; 2,3 одсто Немаца и 3,4 одсто Чеха, Литванаца и Руса. Убрзо након реконституисања независне пољске државе 1918. године, око 500.000 избеглица из совјетских република дошло је у Пољску у првом спонтаном бекству од прогона, посебно у Украјини (види, Pale of Settlement) где се догодило до 2.000 погрома током Грађански рат. У другом таласу имиграције, између новембра 1919. и јуна 1924. године, око 1.200.000 људи напустило је територију СССР-а у нову Пољску. Процењује се да је око 460.000 избеглица говорило пољски као први језик. Између 1933. и 1938. око 25.000 немачких Јевреја побегло је из Трећег рајха у уточиште у Пољској.
Око милион пољских држављана били су припадници немачке мањине у земљи. Након инвазије 1939. године, додатних 1.180.000 људи који говоре немачки дошло је у окупирану Пољску, из Рајха (Рајхсдојче) или (Фолксдојче под називом "Heim ins Reich") са истока. Многе стотине етничких Немаца у Пољској придружиле су се нацистичким Фолксдојчер Селбстшуцу, као и формацијама Сондердиенста које је у мају 1940. покренуо гаулајтер Ханс Франк стационираним у окупираном Кракову. Слично, међу око 30.000 украјинских националиста који су побегли у polnischen Gebiete, хиљаде су се придружиле покхидним групама као саботери, преводиоци и цивилни милиционери, обучени у немачким базама широм Краковског округа.
Постојање Сондердиенст формација представљало је озбиљну опасност за Пољаке католике који су покушавали да помогну гетоизираним Јеврејима у градовима са значајном немачком и пронемачком мањином, као у случају гета Избица и Минск Мазовјецки, између многих других. Антисемитски ставови били су посебно видљиви у источним провинцијама које су Совјети окупирали након совјетске инвазије на Креси. Локални људи су били сведоци репресије против сопствених сународника и масовних депортација у Сибир, које је спроводио совјетски НКВД, са неким локалним Јеврејима који су формирали милиције, преузимајући кључна административна места, и сарађујући са НКВД-ом. Други мештани су претпостављали да су, вођени осветом, јеврејски комунисти били истакнути у издаји етнички пољских и других нејеврејских жртава.

### Погроми и масакри
Многи масакри инспирисани Немачком извршени су широм окупиране источне Пољске уз активно учешће староседелаца. Смернице за такве масакре формулисао је Рајнхард Хајдрих, који је наредио својим официрима да изазову анти-јеврејске погроме на територијама које су недавно окупирале немачке снаге. Уочи успостављања Вилно гета у петом највећем граду предратне Пољске и главном граду провинције Вилно (сада Вилњус, Литванија), немачки командоси и батаљони помоћне полиције Литваније су убили више од 21.000 Јевреја током масакра у Понарима крајем 1941. У то време, Вилно је имао само малу мањину која је говорила литвански од око 6 процената градског становништва. У низу погрома у Лавову које су починили украјински милитанти у источном граду Лаву (данас Лавов, Украјина), око 6.000 пољских Јевреја је убијено на улицама између 30. јуна и 29. јула 1941, поред 3.000 хапшења и масовних стрељања од стране Ајнзац групе Ц. Украјинске милиције које је формирала ОУН уз благослов СС- а шириле су терор на десетине локација широм југоисточне Пољске.
Много пре него што је формиран Тарнопољски гето, и само два дана након доласка Вермахта, у главном граду покрајине Тарнопољу (данас Тернопољ, Украјина) убијено је до 2.000 Јевреја, од којих једну трећину Украјинци милиције. Неким жртвама су обезглављене. СС је убио преостале две трећине, исте недеље. У Станиславову – још једном главном граду покрајине у макрорегији Креси (сада Ивано-Франковск, Украјина) – највећи појединачни масакр пољских Јевреја пре акције Реинхардт извршене 12. октобра 1941, руку под руку од стране Орпоа, СиПо и украјинске помоћне полиције (донето из Лвова); око гробља су били постављени столови са сендвичима и флашама вотке за стрелце који су морали да се одморе од заглушујуће буке пуцњаве; 12.000 Јевреја је убијено пре ноћи.
Укупно 31 смртоносни погром изведен је широм региона у сарадњи са белоруском, литванском и украјинском Шуцманшафтом. Геноцидне технике научене од Немаца, као што су напредно планирање акција пацификације, избор места и изненадно опкољавање, постале су обележје масакра ОУН-УПА Пољака и Јевреја у Волинији и Источној Галицији почев од марта 1943. године, паралелно са ликвидација гета у Reichskommissariat Ostland по налогу Химлера. Бандеровци су убили хиљаде Јевреја који су избегли депортације и сакрили се у шумама.

## Преживели
Тачан број преживелих Холокауста није познат. До 300.000 јеврејских Пољака било је међу 1,5 милиона пољских држављана које су Совјети депортовали из источне Пољске након нацистичко-совјетске инвазије на Пољску 1939. године, стављајући Јевреје дубоко у СССР и тиме ван домета нацистичке инвазије на источну Пољску. 1941. Многи депортовани су умрли у Гулагу, али су се хиљаде Јевреја придружиле пољској Андерсовој војсци на њеном путу од совјетских логора до Британске империје и на тај начин учиниле Алију; хиљаде других придружило се пољској Берлинској армији која је изборила свој пут назад у Пољску и даље у битку за Берлин. Вероватно је чак 300.000 пољских Јевреја побегло из Пољске коју су окупирали Немачки у зону под совјетском окупацијом убрзо након што је почео рат. Неке процене су знатно веће. Веома висок проценат Јевреја који су бежали на исток били су мушкарци и жене без породице. Хиљаде у овој групи страдало је од руку ОУН-УПА, ТДА и Ипатингасис бурис током масакра Пољака у Волинији, Холокауста у Литванији (види масакр у Понарима) и у Белорусији.
Питање о стварним шансама Јевреја да преживе када је Холокауст почео је предмет проучавања међу историчарима. Већина пољских Јевреја у Generalgouvernement остала је на месту. Пре масовних депортација, није било доказане потребе да се напусте позната места. Када су гета затворена споља, шверц хране је одржао већину становника у животу. Бекство у тајно постојање на „аријевској“ страни покушало је око 100.000 Јевреја, и, супротно популарним заблудама, ризик да их Пољаци предају био је веома мали. Немци су изузетно отежали бекство из гета непосредно пре депортације у логоре смрти варљиво прерушене у „пресељавање на Истоку“. Сви пропусници су поништени, зидови су поново изграђени са мање капија, а полицајце су заменили СС-овци. Неке жртве које су већ депортоване у Треблинку биле су приморане да пишу писма кући, наводећи да су безбедне. Око 3.000 других пало је у замку немачког хотела Полски . Многи гетоизовани Јевреји нису веровали шта се дешава до самог краја, јер је стварни исход тада изгледао незамислив. Давид Ј. Ландау је такође сугерисао да је слабо јеврејско руководство могло одиграти улогу. Исто тако, Израел Гутман је предложио да је пољско подземље можда напало логоре и дигло у ваздух железничке шине које воде до њих, али као што је Полсон приметио, такве идеје су производ ретроспектива.
Процењује се да је око 350.000 пољских Јевреја преживело Холокауст. Око 230.000 њих преживело је у СССР-у и територијама Пољске под совјетском контролом, укључујући мушкарце и жене који су побегли из области које је окупирала Немачка. После Другог светског рата, преко 150 000 пољских Јевреја или 180 000 је враћено или протерано назад у нову Пољску заједно са млађим мушкарцима регрутованим у Црвену армију из Креси 1940–1941. Њихове породице су убијене у Холокаусту. Гунар С. Полсон је проценио да је 30.000 пољских Јевреја преживело у радним логорима; али према Енгелу чак 70.000–80.000 њих је ослобођено само из логора у Немачкој и Аустрији, осим што изјашњавање о сопственој националности није било од користи онима који нису намеравали да се врате. Мадајцзик је проценио да је чак 110.000 пољских Јевреја било у логорима за расељена лица. Према Лонгериху, до 50.000 Јевреја је преживело у шумама (не рачунајући Галицију) као и међу војницима који су поново ушли у Пољску са просовјетском пољском „Берлинговском војском“ коју је формирао Стаљин. Број Јевреја који су се успешно сакрили на „аријевској“ страни гета могао би да буде чак 100.000, према Петеру Лонгериху, иако су многи убијени од стране немачких Јагкомандоса. Даријуш Стола је открио да су највероватније процене биле између 30.000 и 60.000.
Нису сви преживели регистровани у ЦКЗП (Централни комитет пољских Јевреја) након завршетка рата.

## Промене граница и репатријације
Немачку предају у мају 1945. пратила је велика промена у политичкој географији Европе. Пољске границе су поново исцртали Савезници у складу са захтевима Јосифа Стаљина током Техеранске конференције, који су потврђени да се не могу преговарати на Конференцији на Јалти 1945. Пољска влада у егзилу је искључена из преговорa. Територија Пољске је смањена за приближно 20 процената. Пре краја 1946. око 1,8 милиона пољских држављана је протерано и присилно пресељено унутар нових граница. Први пут у својој историји Пољска је силом постала хомогена једна национална држава, са националним богатством смањеним за 38 одсто. Пољски финансијски систем је био уништен. Интелигенција је у великој мери уништена заједно са Јеврејима, а становништво се смањило за око 33 одсто.
Због територијалне промене наметнуте споља, број преживјелих Холокауста из Пољске остаје предмет разматрања. Према званичној статистици, број Јевреја у земљи се драматично променио за веома кратко време. У јануару 1946. Централни комитет пољских Јевреја (ЦКЗП) регистровао је први талас од око 86.000 преживелих из околине. До краја тог лета, број је порастао на око 205.000–210.000 (са 240.000 регистрација и преко 30.000 дупликата). Међу преживелима је било 180.000 Јевреја који су стигли са територија под совјетском контролом као резултат споразума о репатријацији. Још 30.000 Јевреја вратило се у Пољску из СССР-а након што су стаљинистичке репресије окончане деценију касније.

### Aliyah Betиз Европе
У јулу 1946. четрдесет два Јевреја и два етничка Пољака убијена су у погрому у Киелцеу. Једанаест жртава је умрло од рана од бајонета, а још једанаест је смртно страдало из војних јуришних пушака, што указује на директну умешаност редовних трупа. Погром је подстакао генерала Спихалског из ПВП -а из ратне Варшаве, да потпише законодавни декрет којим се преосталим преживелима дозвољава да напусте Пољску без западних виза или пољских излазних дозвола. Ово је такође послужило за јачање прихватања владе међу антикомунистичком десницом, као и за слабљење Британаца на Блиском истоку. Већина избеглица које су прелазиле нове границе напустила је Пољску без важећег пасоша. Насупрот томе, Совјетски Савез је силом вратио совјетске Јевреје из логора ДП у СССР, заједно са свим осталим совјетским грађанима, без обзира на њихове жеље, како је договорено на Конференцији на Јалти.
Непрекидни саобраћај преко пољских граница се драматично повећао. До пролећа 1947. у Пољској је остало само 90.000 Јевреја. Британија је захтевала да Пољска (између осталих) заустави егзодус Јевреја, али њихов притисак је углавном био неуспешан. Масакр у Киелцеу осуђен је јавним саопштењем које је епархија у Киелцеу послала свим црквама. Писмо је осудило погром и „нагласило – написала је Наталија Алексиун – да су најважније католичке вредности љубав према ближњима и поштовање људског живота. Такође је алудирало на деморалишући ефекат антијеврејског насиља, будући да је злочин почињен у присуству омладине и деце." Свештеници су га читали без коментара током мисе, наговештавајући да је „погром у ствари могао бити политичка провокација“.
Отприлике 7.000 војно способних Јевреја напустило је Пољску у Мандатарну Палестину између 1947. и 1948. као чланови организације Хагана, обучени у Пољској. Камп за обуку је основан у Болкову, у Доњој Шлезији, са пољско-јеврејским инструкторима. Финансирао га је ЈДЦ у договору са пољском администрацијом. Програм који је обучавао углавном мушкарце од 22 до 25 година за службу у Израелским одбрамбеним снагама трајао је до почетка 1949. Придруживање обуци је био згодан начин да се напусти земља, пошто дипломци нису били контролисани на граници, и могли су да носе непријављене вредности, па чак и ограничено ватрено оружје.

## Послератна суђења
Након рата, Међународни војни суд на Нирнбершком процесу и Пољски Врховни национални суд закључили су да циљ немачке политике у Пољској – истребљење Јевреја, Пољака, Рома и других – има „све карактеристике геноцида у биолошком смислу овог термина“.

## Меморијали и комеморација холокауста
У Пољској постоји много споменика посвећених сећању на Холокауст. Споменик јунацима гета у Варшави откривен је априла 1948. године. Главни музеји укључују Државни музеј Аушвиц-Биркенау на периферији Освјенћима са 1,4 милиона посетилаца годишње и ПОЛИН Музеј историје пољских Јевреја у Варшави на месту некадашњег гета, који представља хиљадугодишњу историју Јевреја у Пољској. Од 1988. године, годишња међународна манифестација под називом Марш живих одржава се у априлу у комплексу бившег логора Аушвиц-Биркенау на Дан сећања на холокауст, са укупним присуством преко 150.000 младих људи из целог света.
На територији сваког од логора смрти Операције Рајнхарт постоје државни музеји, укључујући Државни музеј Мајданек у Лублину, који је проглашен националним спомеником још 1946. године, са нетакнутим гасним коморама и крематоријумима из Другог светског рата. Огранци Музеја Мајданек укључују Музеје Белжец и Собибор у којима израелски и пољски археолози спроводе напредна геофизичка истраживања. Нови Музеј логора Треблинка отворен је 2006. године. Касније је проширен и претворен у огранак Регионалног музеја Сједлце који се налази у историјском Ратушу (види и Гето Сједлице). У Хелмну постоји и мали музеј.
Железничка станица Радегаст је споменик Холокауста у Лођу. Фабрика емајла Оскара Шиндлера покрива Холокауст у Кракову.
На некадашњем Umschlagplatz у Варшави постоји споменик холокаусту.
Према истраживању истраживача са Јагелонског универзитета из 2020. године, само 10% испитаника је могло да наведе тачан број Јевреја убијених током Холокауста у Пољској. Половина верује да су Пољаци нејевреји подједнако страдали током рата, а 20% сматра да су Пољаци нејевреји највише страдали.